# Primo ponte degli ingegneri
Il primo ponte degli ingegneri (in russo Первый Инженерный мост?, Pervy Inzhenerny most) è uno dei numerosi ponti che attraversano il fiume Mojka a San Pietroburgo, in Russia. Il ponte fa parte di un gruppo di quattro ponti situati vicino al Campo di Marte e di fronte all'ingresso principale del Giardino d'Estate, attraversando il fiume Mojka, il fiume Fontanka e il Canale dei Cigni nel centro storico della città. Il primo ponte degli ingegneri è uno dei più decorativi degli oltre 500 ponti di San Pietroburgo.

## Storia
Il piccolo ponte di legno originale, chiamato Ponte d'Estate e che si dice fosse stato progettato dall'architetto Bartolomeo Rastrelli, fu costruito negli anni 1760. Questo ponte fu sostituito con l'attuale ponte in ghisa, nel 1824-1825, e ribattezzato Primo ponte degli Ingegneri, nel 1829, dal vicino Castello degli Ingegneri (originariamente chiamato Castello di San Michele o Mikhailovsky).
L'ingegnere Pierre-Dominique Bazaine (1786-1838) (Пётр Петрович Базен) progettò e costruì il ponte in modo simile al Grande ponte delle scuderie (Bolshoy Konyushenny), un ponte situato più a ovest sul fiume Mojka, utilizzando elementi prefabbricati. Bazaine riuscì a ridurre l'uso di ghisa, nella costruzione del ponte, a un terzo della massa totale, progettando in modo innovativo i marciapiedi con l'uso di speciali supporti a staffa.
Il raccordo è stato decorato in stile dorico dall'architetto Iosif Charlemagne. Le travi hanno un aspetto curvo e perforato, e gli orifizi rettangolari del ponte sono delimitati da cornici piatte, conferendo al ponte un aspetto di leggerezza e trasparenza. Le piastrelle del marciapiede sono state concepite come una cornice e sono sostenute da ricche figure ornamentali a mensola. Placche riccamente inscritte con scanalature si estendono dalle figure sui piani del fregio, nello stile dei rivestimenti triglifi dorici. Questi coprono le articolazioni delle placche laterali. Gli archi di ghisa si estendono strettamente dietro. Le ringhiere, anch'esse disegnate da Charlemagne, comprendono diverse sezioni di brevi pilum, posti tra mazzi di decorazioni e iscrizioni di scudi rotondi, con immagini in bassorilievo delle teste di Medusa, con le ciocche serpeggianti della Gorgone per capelli.
Nel 1994, una piccola statua in bronzo di Chizhik-Pyzhik è stata installata su una sporgenza nell'argine, di fronte alla Scuola imperiale di giurisprudenza vicino al Primo ponte degli ingegneri. Da allora la statua è stata ripetutamente rubata.